# Canaux semi-circulaires
Pour les articles homonymes, voir CSC.
Les canaux semi-circulaires (CSC) sont trois tubes semi-circulaires interconnectés, situés dans la partie la plus interne de chaque oreille, l'oreille interne. Les trois canaux sont les canaux semi-circulaires horizontal, supérieur et postérieur.

## Structure
Les canaux semi-circulaires sont une composante du labyrinthe osseux. À l'extrémité de chaque canal semi-circulaire est situé un sac dilaté appelé ampoule osseuse, deux fois plus large que le canal. Chaque ampoule osseuse contient une crête ampullaire, qui se compose d'une capsule gélatineuse épaisse appelée cupule et de nombreuses cellules ciliées. Les canaux antérieur et postérieur sont orientés verticalement à angle droit l'un par rapport à l'autre. Le canal semi-circulaire latéral est incliné d'un angle de 30 degrés par rapport au plan horizontal. La stimulation d'un canal dépend du type de mouvement de tête. Le canal horizontal détecte l'accélération angulaire de la tête lorsque la tête tourne et les canaux supérieurs et postérieurs détectent les mouvements de tête verticaux. Lorsque la position de la tête change, l'endolymphe n'est plus synchronisée en raison de l'inertie dans les canaux, et cela agit sur la cupule qui plie les cils des cellules ciliées. La stimulation des cellules ciliées envoie le message au cerveau selon lequel une accélération a lieu.
Chez les mammifères, la taille des canaux semi-circulaires est corrélée à leur type de locomotion. Plus précisément, les espèces agiles et rapides ont des canaux plus grands que celles qui se déplacent plus prudemment.

### Canal semi-circulaire horizontal
Le canal horizontal, aussi appelé canal latéral (canal semi-circulaire externe), est le plus petit des trois canaux. Le mouvement de fluide dans ce canal correspond à la rotation de la tête autour d'un axe vertical (à savoir, le cou), ou en d'autre mot dans le plan transversal. Cela se produit, par exemple, lorsque vous tournez votre tête à gauche et à droite avant de traverser la rue.
Il mesure 12 à 15 mm, et son arc est dirigé horizontalement et latéralement vers l'arrière. Ainsi, chaque canal semi-circulaire se situe à angle droit par rapport aux deux autres. Le canal latéral d'une oreille est à peu près dans le même plan que celui de l'autre ; tandis que le canal supérieur d'une oreille est à peu près parallèle au canal postérieur de l'autre.

### Canal semi-circulaire antérieur
Le canal semi-circulaire supérieur (ou canal semi-circulaire antérieur) est une partie du système vestibulaire et détecte les rotations de la tête autour de l'axe latéral, ou en d'autres termes la rotation dans le plan sagittal. Cela se produit, par exemple, lorsque l'on hoche la tête.
Il mesure 15 à 20 mm de longueur, est vertical en direction et  placé transversalement par rapport à l'axe longitudinal. Dans le cadre du système vestibulaire, il détecte la rotation de la tête autour d'un axe rostro-caudal (supéro-inférieur). Il décrit les deux tiers d'un cercle. 
Un défaut congénital de couverture osseuse du canal semi-circulaire supérieur peut entraîner un syndrome de déhiscence du canal semi-circulaire supérieur.

### Canal semi-circulaire postérieur
Le canal semi-circulaire postérieur est une partie du système vestibulaire qui détecte la rotation de la tête autour d'un axe dorso-ventral (antéro-postérieur) c'est-à-dire dans le plan coronal (plan frontal) Cela se produit, par exemple en cas d'inclinaison de la tête vers les épaules, ou lors de la réalisation d'une roue. Il est le plus long des trois canaux et mesure de 18 à 22 mm.